# Тальо-ди-По
Тальо-ди-По (итал. Taglio di Po) — коммуна в Италии, располагается в провинции Ровиго области Венето.
Население составляет 8289 человек, плотность населения составляет 105 чел./км². Занимает площадь 79 км². Почтовый индекс — 45019. Телефонный код — 0426.
Покровителем населённого пункта считается Святой Франциск Ассизский (San Francesco d Assisi). Праздник ежегодно празднуется 4 октября.